# Vojtěch Blatný
Vojtěch Blatný (* 24. April 1864 in Lovčice u Kyjova; † 16. Februar 1954 in Brünn) war ein tschechischer Chorleiter und Organist.

## Leben und Wirken
Blatný studierte von 1886 bis 1888 an der Orgelschule in Brünn, wo Leoš Janáček zu seinen Lehrern zählte. Ab 1889 war er Chorsänger an der Kathedrale St. Peter und Paul. Zugleich war er Organist an der Minoritenkirche St. Johannes, später an der Kirche St. Tomáš. Daneben wirkte er als Chorleiter verschiedener Brünner Vereine. Er ist der Vater des Komponisten Josef Blatný und des Schriftstellers Lev Blatný.